# Flaming Creatures
Flaming Creatures (Criaturas en llamas en español) es una película estadounidense del año 1963, dirigida por Jack Smith. La película muestra a los actores ataviados con vestimenta propia del género opuesto dentro de escenas no muy relacionadas, entre ellas un anuncio de lápiz labial, una orgía y un terremoto.   
Tras su estreno el 29 de abril de 1963 en el Cinema de Bleecker Street, Nueva York, algunas salas se negaron a proyectarla debido a su representación gráfica de la sexualidad. En marzo de 1964, la policía interrumpió una proyección y confiscó una copia de la película. De igual manera Jonas Mekas, Ken Jacobs y Florence Karpf fueron detenidos por la policía y se determinó que la película infringía la legislación neoyorquina relativa a la obscenidad.   
Mekas y Susan Sontag firmaron una crítica en defensa de Flaming Creatures, lo que convirtió a la película en una cause célèbre del movimiento cinematográfico independiente.  

## Descripción
La mayoría de los personajes de la película son sexualmente ambiguos, incluyendo travestis e intersexuales. La película carece de una narrativa y la acción es interrumpida por continuos cortes a close-ups de distintas partes del cuerpo.
La película abre con una secuencia de créditos ambientada con la banda sonora de Ali Baba and the Forty Thieves y el anuncio de que "Alí Babá viene hoy." Dos criaturas descansan en un jardín y bailan. En lo que Smith llama "la secuencia sonriente", los personajes se aplican lápiz labial mientras un anuncio de broma hace la pregunta: "¿Existe un lápiz labial que no se corra cuando chupas penes?". Dos criaturas se persiguen entre sí, y una de ellas tira al suelo a la otra. Varias criaturas se reúnen alrededor de una escena de violación que se convierte en una gran orgía, la tierra comienza a temblar y las criaturas se desploman. Un vampiro que se asemeja a Marilyn Monroe sale de un ataúd y les chupa la sangre a algunas de las criaturas sin vida. Esto reactiva la acción, y las criaturas se levantan de nuevo para bailar unas otras.

## Producción
Smith compartió un apartamento con la artista Marian Zazeela por un tiempo a principios de los años 60. Publicó The Beautiful Book, una serie de fotografías con Zazeela que comenzaron a desarrollar la estética de Flaming Creatures, y concibió la película como un vehículo para Zazeela. Sin embargo, ella comenzó a trabajar con el compositor La Monte Young y no pudo participar en el proyecto de Smith. Poco después de que ella se mudó, Smith pasó a compartir el apartamento con Tony Conrad y reemplazó a Zazeela con Sheila Bick. Filmó Flaming Creatures desde mediados hasta finales de 1962.
Realizó las grabaciones durante los fines de semana en el techo del teatro de 48th Street. Dick Preston ofreció su loft ubicado sobre el teatro para usarse como departamento de props y cuarto de vestuario. Smith decidió usar la técnica después de ver The Flower Thief  de Ron Rice ya que le llamó la atención los efectos de Star Spangled to Death de Ken Jacobs. Utilizó diapositivas Kodak Plus-X robadas del ejército. Las cintas estaban caducadas, dándole a algunas partes de la película una textura brumosa o de alto contraste.
El título preliminar de la película fue Pasty Thighs and Moldy Midriffs; Smith también consideró usar Flaking Moldy Almond Petals, Moldy Rapture o Horora Femina. Smith hizo Flaming Creatures para filmar "todas las cosas divertidas en que podía pensar" y representar "ideas diferentes de glamour",  la película producida tuvo un presupuesto de $300 dólares.
Smith compartía un apartamento con Tony Conrad, el productor del soundtrack de la película. Los dos vivían en un edificio en el Lower East Side, donde Angus MacLise vivió y René Rivera (más tarde conocido como Mario Montez) se mudó. Ellos mantenían sesiones informales de grupo durante las tardes, las cuales eran grabadas por Conrad. La banda sonora incorpora "Siboney" de Ernesto Lecuona, "Amapola" de Joseph Lacalle y varios pasodobles. Smith comenzó proyectando versiones incompletas de Flaming Creatures con amigos. 
Mekas discutió una proyección de la película a través de su columna en The Village Voice, Conrad produjo otra versión del soundtrack para el estreno en teatros.

## Historia del lanzamiento

### Proyecciones tempranas
Flaming Creatures se estrenó el 29 de abril de 1963 junto con Blonde Cobra en el Cinema de Bleecker Street en Manhattan, Nueva York. Como la película no había sido registrada para obtener la licencia de exhibición, las proyecciones fueron gratuitas y se pidió a la audiencia que hiciera donativos a la "Sociedad fílmica de amor y abrazos para censuradores". Film Creature votó en diciembre de 1963 para otorgarle a Smith el premio al film independiente. Se rentó el Teatro Tivoli, conocido por mostrar películas de explotación sexual, y se planeó una proyección conjunta de Flaming Creatures, fragmentos de Normal Love de Smith y Newsreel de Andy Warhol. El cine canceló la proyección debido al contenido obsceno de Flaming Creatures. Cientos de personas se reunieron en el cine, y se le otorgó a Smith su premio en una ceremonia improvisada. Una multitud de cientos de personas encabezadas por Barbara Rubin ocuparon el Tivoli hasta que la policía los sacó.
En el tercer festival de cine experimental de Knokke, el comité de selección rechazó Flaming Creatures porque le preocupaba que pudiera entrar en conflicto con las leyes de obscenidad de Bélgica. Como protesta, Mekas renunció a ser jurado en el festival y varios cineastas americanos amenazaron con retirar sus películas. Mekas introdujo de contrabando la película en un recipiente cilíndrico metálico que estaba destinado para Dog Star Man de Stan Brakhage y organizó varias proyecciones en privado fuera de su hotel. En la víspera del año nuevo, Mekas, Rubin y P. Adams Sitney consiguieron entrar en una sala de proyección y presentaron una parte de la película.

### Juicio por obscenidad y censura

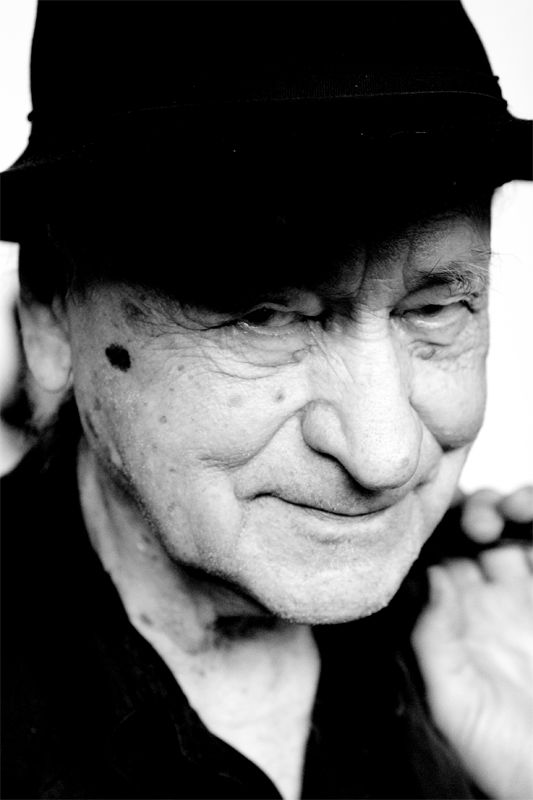
Jonas Mekas formaba parte de aquellos que fueron arrestados y perseguidos por proyectar la película.

En febrero de 1964, la Filmoteca de cineastas logró mostrar las películas del programa del Tivoli en el Teatro New Bowery, con un programa titulado "Nuestro infame programa sorpresa." Durante la tercera presentación del programa, el 3 de marzo, la policía detuvo el evento mientras se presentaba Flaming Creatures. Jonas Mekas, Ken Jacobs, Florence Karpf y Jerry Sims fueron arrestados, y se confiscaron los rollos de película y el equipo de proyección. El departamento de policía no devolvió la única copia de la película de Warhol, sobre la realización de Normal Love, que hoy en día se considera perdida. Mekas realizó una proyección benéfica de Un chant d'amour con el fin de recaudar dinero para un fondo de defensa legal, pero fue detenido de nuevo.
Emile Zola Berman, abogado de derechos civiles, aceptó el caso creyendo que podría llegar hasta la Corte Suprema de los Estados Unidos.  Sims, quien había recogido las entradas, consiguió evitar que se lo llevara a juicio al declarar que no había visto lo que estaba en pantalla. El juicio El pueblo del estado de Nueva York contra Kenneth Jacobs, Florence Karpf y Jonas Mekas tuvo lugar el 12 de junio de 1964. Como parte de la defensa, testimoniaron en calidad de expertos la cineasta Shirley Clarke, el poeta Allen Ginsberg, la escritora Susan Sontag, el cineasta Willard Van Dyke, y el historiador de cine Herman G. Weinberger. Los acusados fueron condenados pero se les otorgó la suspensión de pena, y entonces apelaron basándose en que el juicio había excluido el testimonio de expertos. La corte suprema de Nueva York hizo caso a la apelación y revirtió las condenas, declarando que «lo que sea que esta corte piense sobre la obscenidad de Flaming Creatures se manifiesta en que los apelantes presentes creen de buena fe que la película no es obscena.»
Cincuenta años más tarde, el fiscal para el caso publicó una disculpa a Mekas, escribiendo: «Aunque mi apreciación de la libertad de expresión y mi aversión a la censura se desarrolló con más plenitud conforme maduraba, debí actuar valientemente más pronto»
En abril de 1965, una proyección fuera del campus hecha por estudiantes de la Universidad de Nuevo México fue interrumpida por la policía, que confiscó la película. En noviembre de 1966, una proyección por los Estudiantes para una Sociedad Democrática de la Universidad de Texas en Austin fue detenida, en 1967, una proyección en la Universidad de Míchigan y resultó en la confiscación de la película y el arresto de los organizadores, causando protestas y sentadas por parte de los estudiantes. En 1969, se canceló una proyección en la conferencia de Pornografía y su Censura en la Universidad de Notre Dame. Cuando los estudiantes intentaron proyectar películas prohibidas, la policía interrumpió el evento, causando el primer conflicto conocido de violencia entre estudiantes y la policía.

### Historia posterior
Smith y Mekas entraron en conflicto cuando Smith acusó a Mekas de robar la copia original de Flaming Creatures a nombre del Anthology Film Archives. Smith estaba en contra de dar una versión definitiva a su trabajo, prefiriendo poder seguir haciendo nuevos montajes de sus películas. La copia estuvo perdida hasta 1978, cuando Jerry Tartaglia la encontró en un montón de chatarra y se la devolvió a Smith.
No fue hasta la muerte de Smith en 1989 cuando instituciones más grandes empezaron a proyectar Flaming Creatures. El crítico J. Hoberman y Penny Arcade salvaron las pertenencias de Smith y encargaron una restauración para la película, un proyecto que tardó cinco años en hacerse realidad. El Festival de Cine de Nueva York proyectó la película en 1991 y el Museo de la Imagen en Movimiento la incluyó en una retrospectiva del trabajo de Smith en 1997.

## Uso del Senado
En 1968, Abe Fortas fue nominado para ser el Presidente de la Corte Suprema de los Estados Unidos, Fortas apoyó revertir las convicciones originales por la proyección de Flaming Creatures, así que el senador James Eastland, jefe del comité judicial del Senado, pidió que la copia confiscada en la Universidad de Míchigan fuera enviada a Washington. James Clancy, representando a los Ciudadanos para la Literatura Decente, mostró la película junto con otros materiales, invitando a los senadores a ver lo que Fortas había sostenido, en varias ocasiones, que no era obsceno.

## Recepción
Ken Kelman describió a Flaming Creatures como un miltoniano «antiguo canto ritual... no para el paraíso perdido, sino para el infierno que Satanás había ganado». Artur Knight calificó a la película como «pornografía ofensiva... contaminando en última instancia al cine y al sexo». Pete Hamill la describió como «un ejercicio inmaduro del tipo de sexo con el que Henry Miller lidió hace 30 años».
Después de la incautación de la película, el director de la Liga Homosexual de Nueva York calificó Flaming Creatures como «larga, perturbadora y psicológicamente desagradable». Amos Vogel la relacionó con un film noir que «pese a destellos de genialidad y momentos de perversa y torturada belleza» estaba lleno de «genitales flojos y arte flojo». Susan Sontag alabó la película en un ensayo de 1966, diciendo: «Una rara obra de arte moderno: es sobre la alegría y la inocencia» P. Adams Sitney describió a Flaming Creatures como «un mito de la inocencia recuperada» donde «transforma completamente sus fuentes y descubre un centro mítico del cual habían sido excluidos». Jonathan Rosenbaum llamó a la película «una de las mejores y más placenteras películas avant-garde jamás hechas». Según The Village Voice Film Guide, Gregory Markopoulos «estaba exagerando ligeramente cuando comentó que las primeras audiencias quedaron asombradas cuando sus fantasías secretas de Hollywood salieron en pantalla». La misma guía la compara con Shanghai Express y The Devil is a Woman  en su imagen visual sensual y su forma «exquisita». 
Sin haber visto nunca la película, el artista Bec Stupak creó un "remake" de Flaming Creatures en 2006 basándose sólo en descripciones de la película. Todd Haynes hace referencia a ella mediante la banda ficticia Flaming Creatures en su película de 1998 Velvet Goldmine.